# 舒姆斯克
50°07′10″N 26°07′00″E / 50.11944°N 26.11667°E

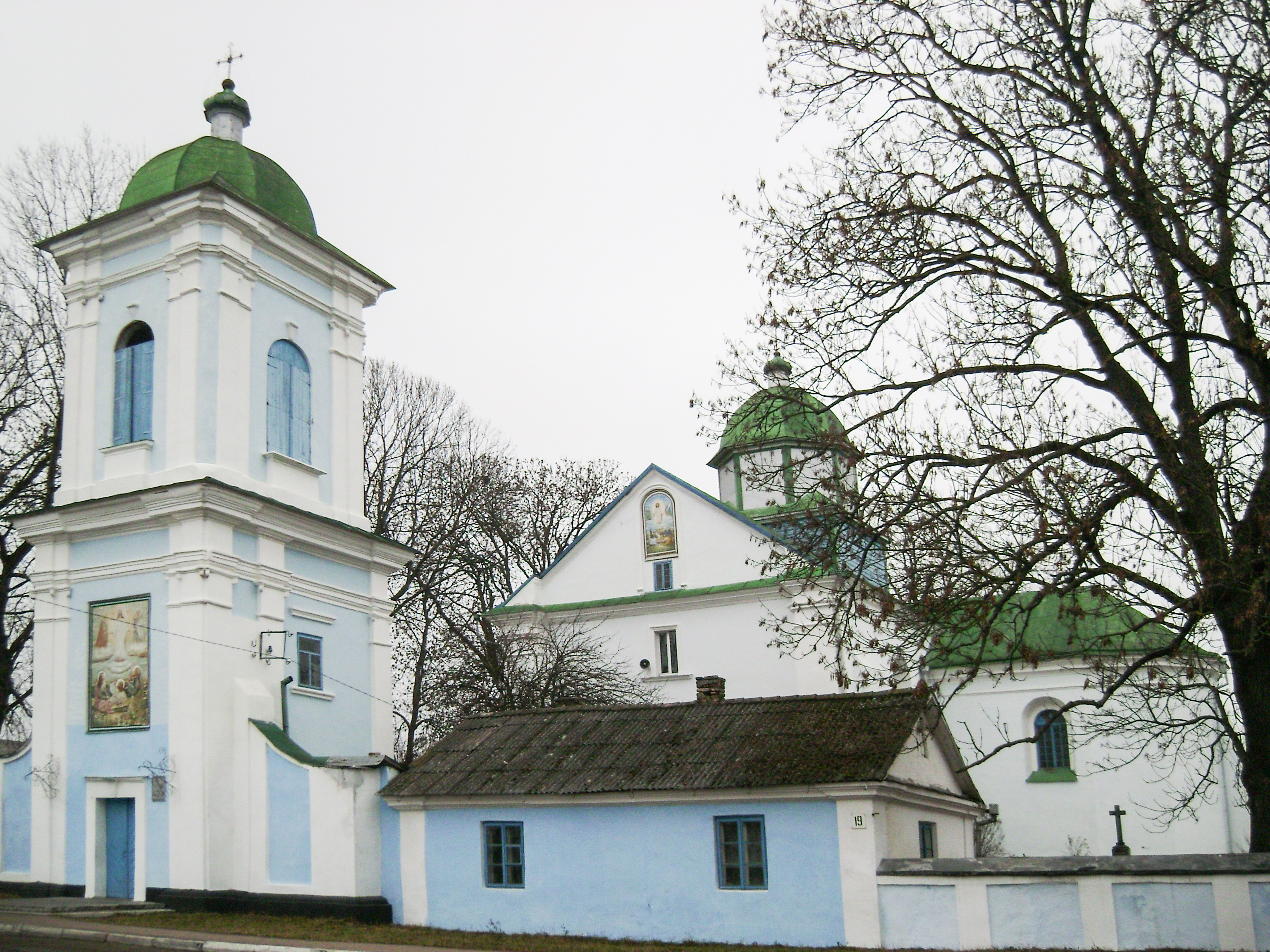
当地教堂

舒姆斯克（羅馬化：Shumsk）是位於烏克蘭西部的城市，由捷爾諾波爾州克雷梅內茨區的舒姆斯克市鎮負責管轄。該市始建於1149年，面積5平方公里，2022年人口5,300，人口密度每平方公里1,077人。